# NGC 1224
NGC 1224 ist eine Elliptische Galaxie vom Hubble-Typ E/S0 im Sternbild Perseus am Nordsternhimmel. Sie ist schätzungsweise 239 Millionen Lichtjahre von der Milchstraße entfernt und hat einen Durchmesser von etwa 120.000 Lichtjahren. Vom Sonnensystem aus entfernt sich die Galaxie mit einer errechneten Radialgeschwindigkeit von näherungsweise 5.200 Kilometern pro Sekunde.
Sie ist Teil der 54 Mitglieder zählenden Lyons Groups of Galaxies LGG 88 um NGC 1275. Im selben Himmelsareal befinden sich unter anderem die Galaxien IC 1888, PGC 11820, PGC 11863, PGC 2181130.
Das Objekt wurde am 20. August 1885 von Lewis Swift entdeckt.